# Mesjid Jeurat Manyang
Mesjid Jeurat Manyang is een bestuurslaag in het regentschap Pidie van de provincie Atjeh, Indonesië. Mesjid Jeurat Manyang telt 929 inwoners (volkstelling 2010).